# اوبرپفول
اوبرپفول (به آلمانی: Oberpfuhl) دریاچه‌ای در اوکرمارک ایالت براندنبورگ آلمان است. این دریاچه در شهر لوشن واقع شده است.